# Crête d'Aurère
Pour les articles homonymes, voir Aurère.
La crête d'Aurère est une crête de l'île de La Réunion, département d'outre-mer français dans le Sud-ouest de l'océan Indien. Partie du massif du Piton des Neiges, elle est située dans la section du cirque naturel de Mafate qui relève de la commune de La Possession. Elle culmine à son extrémité sud-est, le Piton Cabris, sommet qui atteint 1 435 mètres d'altitude.